# 神奈川県歯科医師会
公益社団法人神奈川県歯科医師会（かながわけんしかいしかい、英: Kanagawa Dental Association）は、神奈川県内における歯科医師を対象とする専門職団体であり、地域住民の歯科保健の向上と歯科医療の発展を目的として活動している。
創立から120年以上の歴史を有し、2025年時点で会員数は約4,000名にのぼる。学術研修、地域保健、災害医療、医療保険、学校歯科保健など多岐にわたる事業を展開している。2020年4月1日に一般社団法人か公益社団法人へ組織変更した。

## 本部所在地
- 〒231-0013 神奈川県横浜市中区住吉町6丁目68番地[2]

## 組織構成
神奈川県歯科医師会は創立120年の歴史を持ち、現在は約4,000名の会員で構成される、県民の歯と口の健康を支える専門職団体である。

### 役員体制
- 会長
- 副会長
- 専務理事
- 常任理事
- 常務理事

### 専門委員会
- 組織活性化委員会
- 学術委員会
- 地域保健委員会
- 災害対策委員会
- 警察歯科委員会
- 医療保険委員会
- 広報委員会
- 医療管理員会
- ヒューマンリソース（HR）委員会
- 青年部
- 歯の博物館部会
- 福祉共済部会
- 医事処理検討部会
- 歯科保健総合センター・会館運営部会
- 資産管理運用部会
- 研究倫理審査委員会

## 郡市歯科医師会
- 横浜市歯科医師会
  - 青葉区歯科医師会
  - 磯子歯科医師会
  - 泉歯科医師会
  - 神奈川区歯科医師会
  - 金沢区歯科医師会
  - 港北歯科医師会
  - 瀬谷歯科医師会
  - 鶴見歯科医師会
  - 中区歯科医師会
  - 保土ヶ谷区歯科医師会
  - 緑区歯科医師会
  - 港南歯科医師会
  - 旭区歯科医師会
  - 都筑区歯科医師会
- 川崎市歯科医師会
- 相模原市歯科医師会
- 足柄歯科医師会
- 厚木歯科医師会
- 海老名市歯科医師会
- 小田原歯科医師会
- 鎌倉市歯科医師会
- 逗葉歯科医師会
- 茅ヶ崎歯科医師会
- 平塚歯科医師会
- 藤沢市歯科医師会
- 大和歯科医師会
- 横須賀市歯科医師会
- 座間市歯科医師会

## 主な事業

### 1.医道の高揚
- 歯科大学生や若手歯科医師を対象とした教育・講義の実施
- 地域医療に貢献する歯科医師の育成と啓発を目的としたセミナー・研究会の開催
- 地域貢献者への表彰制度および研究奨励金の支給
- 児童・生徒を対象にした標語やポスター募集・表彰による歯科保健啓発活動

### 2.県民歯科医療の確立
- 歯科医療従事者（歯科医師・衛生士・技工士・助手）の教育・復職支援
- 無料歯科健診・口腔がん検診などを通じた予防活動
- オーラルフレイル対策研修や「健口体操」の普及による健康寿命延伸

### 3.医科歯科連携事業
- がん・糖尿病・HIV患者に対する歯科と医科の連携体制構築
- 医療関係者向けの共同研修・講習会の開催
- 緩和ケアや未病改善に向けた専門職の育成支援

### 4.児童生徒の健康増進
- 学校歯科医による検診・保健指導の実施
- 学校関係者に対する歯科保健教育の研修提供

## 他機関との連携
以下のように、さまざまな行政・教育・医療・企業団体と連携して活動している。

### 1.行政機関との連携
- 神奈川県や市町村、教育委員会と連携し、歯科健診や保健指導、オーラルフレイル対策を実施

### 2.医科系機関との連携（医科歯科連携）
- 病院と連携し、がん・糖尿病・HIVに関する周術期口腔ケアや緩和ケアの推進
- 医師・看護師・管理栄養士・言語聴覚士等と共同で医科歯科連携研修会を開催
- 国立がん研究センターや大学病院の専門医を講師とした連携講習会を開催

### 3.教育機関との連携
- 鶴見大学・神奈川歯科大学などの歯学部・歯科大学生を対象とした講義・教育
- 高校生向けの歯科医療体験イベントを神奈川歯科大学と共催
- 歯科衛生士・歯科技工士養成校（県内8校）との進学ガイダンスや人材育成事業

### 4.民間団体・企業との連携
- 歯科器材企業と連携した技術講習会の開催
- マーケティング会社との協業により、歯科医院の経営・採用に関するセミナーを開催
- 広告会社と連携した歯科衛生士学校への進学促進キャンペーン

### 5.保険者との連携
- 協会けんぽや健保組合、警察共済・教職員共済等と連携した歯科検診の実施
- 被保険者や職員向けの健診と口腔保健指導を実施

### 6.歯科医師会の連携
- 神奈川県内各地域の歯科医師会、日本歯科医師会との連携強化

## 参考・出典
神奈川県歯科医師会公式サイト「オーラルヘルスオンライン」